# Flaga Białorusi
Państwowa flaga Republiki Białorusi – jeden z symboli państwowych Republiki Białorusi. Jest to prostokątny płat tkaniny o proporcjach 1:2, składający się z dwóch poziomych pasów – czerwonego, stanowiącego 2/3 szerokości flagi, na górze i zielonego o szerokości 1/3 szerokości flagi na dole. Przy drzewcu mieści się pionowy pas o szerokości 1/9 długości flagi, na którym widnieje czerwony ornament ludowy na białym tle.
W swej obecnej wersji flaga Białorusi została przyjęta w drodze referendum i zatwierdzona 7 czerwca 1995 roku rozporządzeniem prezydenta Republiki Białorusi Alaksandra Łukaszenki. Status flagi Białorusi został określony w Konstytucji Republiki Białorusi z 1996 roku, a jej wzorzec i zasady używania zostały ustalone w ustawie z 5 lipca 2004 roku. Ponadto ustawa ta definiuje barwę, zwieńczenie i długość drzewca flagi oraz warunki jej ekspozycji.
Flaga Republiki Białorusi jest ósmą z kolei przyjętą po powstaniu państwa białoruskiego w 1918 roku. Aktualna flaga zastąpiła biało-czerwono-białą, używaną w latach 1991–1995 (od rozpadu ZSRR). Do zaprojektowania państwowej flagi Republiki Białorusi posłużyła flaga Białoruskiej SRR używana w latach 1951–1991, w której dokonano pewnych modyfikacji – usunięto z niej sierp i młot oraz gwiazdę, a także inwertowano ornament.

## Białoruś w dobie przemian po upadku Związku Radzieckiego

Flaga zaproponowana przez Łukaszenkę w 1995 roku

Flaga Białorusi z lat 1995–2012

27 lipca 1990 roku Białoruś ogłosiła niepodległość, a 19 września 1991 roku państwo przyjęło nazwę Republika Białorusi i nowe symbole państwowe – godło Pogoń i flagę biało-czerwono-białą. W pierwszych latach istnienia państwa narastał kryzys polityczny i gospodarczy. Aby zahamować pogarszanie się sytuacji, w 1993 roku parlament białoruski rozważał przeprowadzenie referendum, które określiłoby dalszą drogę rozwoju państwa. Już wtedy ówczesny poseł Łukaszenka wnioskował zmianę symboli państwowych. Idea nie zyskała poparcia wśród posłów.
15 marca 1994 roku została przyjęta Konstytucja niepodległej Republiki Białorusi, 10 lipca tego samego roku na prezydenta został wybrany Alaksandr Łukaszenka, który przystąpił do realizacji swoich zamiarów odnośnie do zmiany symboli państwowych. 21 marca 1995 roku prezydent zaproponował wariant flagi składającej się z trzech pasów – zielonego, czerwonego i zielonego. 23 marca 1995 roku pojawiły się nowe propozycje państwowych symboli Republiki Białorusi, spośród których wybrano projekt, najbardziej zbliżony do ostatniej flagi Białoruskiej Socjalistycznej Republiki Radzieckiej. Projekt flagi został zaprezentowany obywatelom, a pytanie o jego przyjęcie włączono do referendum w 1995 roku.
14 maja 1995 roku na Białorusi odbyło się referendum, w którym wśród czterech zaproponowanych pytań drugie brzmiało:

Czy popierają państwo propozycję ustanowienia nowej państwowej flagi i państwowego godła Republiki Białorusi?

Wyniki głosowania były następujące: twierdząco odpowiedziało 3 622 851 osób uprawnionych do głosowania, co stanowiło 75,1% wszystkich głosujących. Przeciwko zagłosowało 988 839 osób, co stanowiło 20% wszystkich głosujących. 211 732 głosy uznano za nieważne. Wyniki referendum, zdaniem niezależnych obserwatorów, zostały sfałszowane.
7 czerwca 1995 roku rozporządzeniem prezydenta Nr 214 O zatwierdzeniu Rozporządzenia o Państwowej fladze Republiki Białorusi nowa flaga została uznana za oficjalny symbol państwowy.

## Podstawa prawna

### Flaga w konstytucji Białorusi
Zgodnie z artykułem 19 rozdziału I Konstytucji Republiki Białorusi:

Symbolami Republiki Białorusi jako suwerennego państwa są jej flaga państwowa, godło państwowe i hymn państwowy.

### Etalon flagi

#### Rozporządzenia Państwowego Komitetu Standaryzacji, Metrologii i Certyfikacji Republiki Białorusi
Po przyjęciu nowej symboliki państwowej Państwowy Komitet Standaryzacji, Metrologii i Certyfikacji Republiki Białorusi 29 września 1995 roku wydał rozporządzenie nr 10 O zatwierdzeniu, wprowadzeniu w życie, zmianie, przedłużeniu, zniesieniu ograniczenia daty ważności, wykluczeniu z listy obowiązujących standardów i klasyfikatorów. Na mocy rozporządzenia etalon flagi Białorusi od 1 stycznia 1996 roku miał zostać wpisany do rejestru Republikańskich Standardów Białorusi (РСТ Беларуси) z klasyfikatorem 911-91.
Wzorzec flagi państwowej został ponownie określony w ustawie prezydenta O państwowych symbolach Republiki Białorusi z dnia 5 lipca 2004 roku. W związku z istnieniem dwóch dokumentów prawnych, określających te same standardy 19 marca 2008 roku wyszło rozporządzenie nr 14 Państwowego Komitetu Standaryzacji Republiki Białorusi O zatwierdzeniu, wprowadzeniu w życie, zmianie i zniesieniu technicznych normatywnych aktów prawnych w zakresie normalizacji i standaryzacji ogólnopaństwowego klasyfikatora Republiki Białorusi i zarządzeń Republiki Białorusi (СТБ 911-2008 „Государственный флаг Республики Беларусь. Общие технические условия”). Ten akt prawny w paragrafie 4.2 zniósł dotychczasowe standardy, zapisane w rozporządzeniu z 1995 roku, odnośnie do kryteriów technicznych flagi Białorusi.

#### UstawaO państwowych symbolach Republiki Białorusiz 5 lipca 2004 roku
5 lipca 2004 roku została uchwalona ustawa O państwowych symbolach Republiki Białorusi (nr 301-З). Zgodnie z nią, państwowa flaga Republiki Białorusi jest symbolem suwerenności państwa na równi z państwowym godłem i hymnem. Zarówno obywatele Białorusi, jak i obcokrajowcy oraz osoby bez obywatelstwa, przebywający w granicach Białorusi, powinni z szacunkiem odnosić się do symboli Republiki Białorusi.
Konstrukcja, wymiary i kolory flagi
Oficjalny opis flagi znajduje się w 4 artykule Rozdziału 2:

Flagą państwową Republiki Białorusi jest prostokątny płat tkaniny, składający się z dwóch poziomych kolorowych pasów: górnego – czerwonego i dolnego – zielonego. Stosunek szerokości pasów koloru czerwonego i zielonego wynosi 2:1. Stosunek szerokości flagi państwowej Republiki Białorusi do jej długości – 1:2. Obok drzewca pionowo umieszczony jest białoruski ludowy ornament w kolorze czerwonym na białym polu, które wynosi 1/9 długości flagi państwowej Republiki Białorusi. Państwowa flaga Republiki Białorusi umocowana jest na drzewcu (flagsztoku), które pomalowane jest na złocisty (ochra) kolor. Stosunek szerokości flagi państwowej Republiki Białorusi do długości drzewca wynosi 1:3.

Konstrukcja flagi białoruskiej

Zwieńczenie drzewca

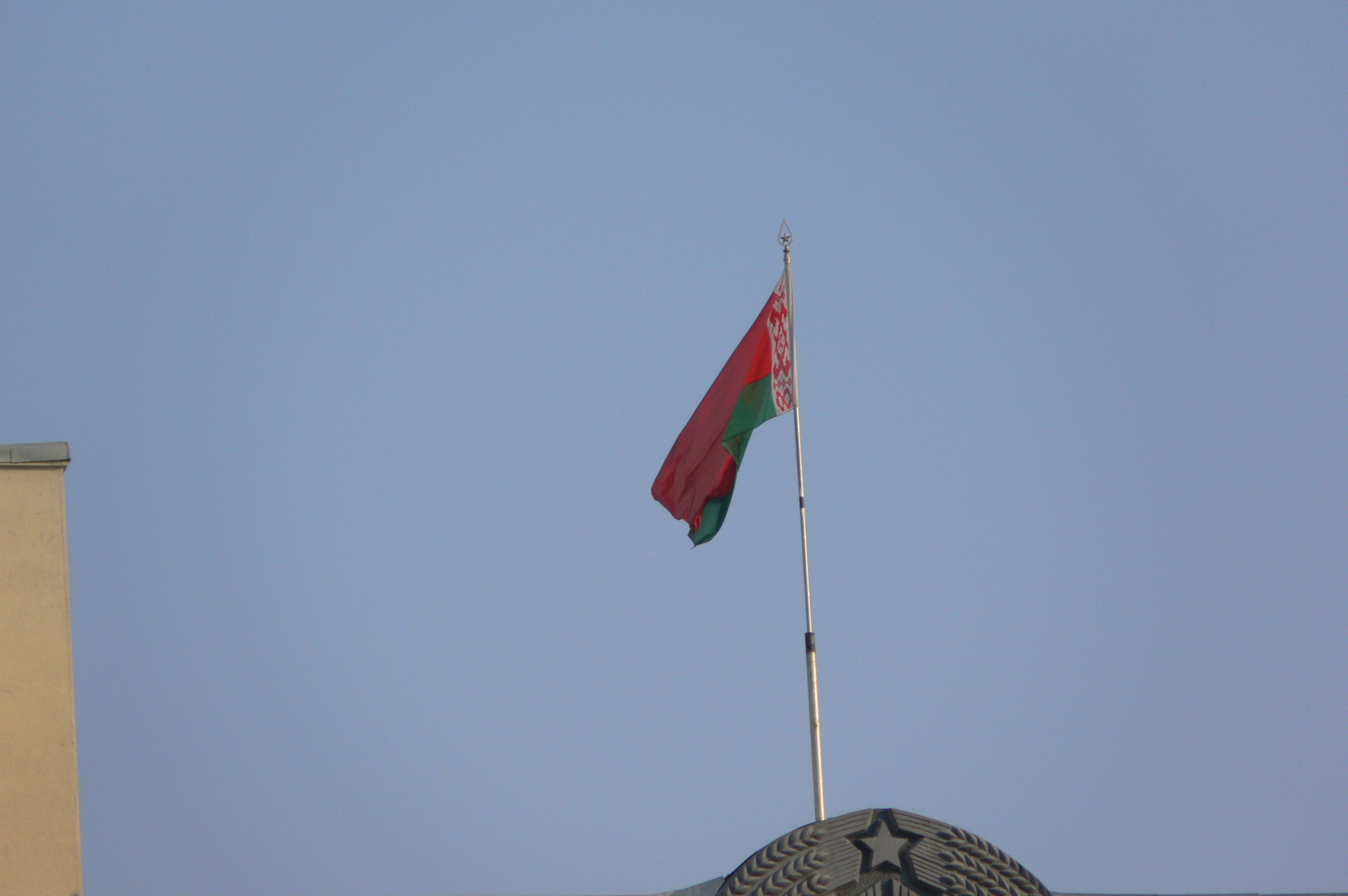
Flaga na budynku rządowym w Mińsku

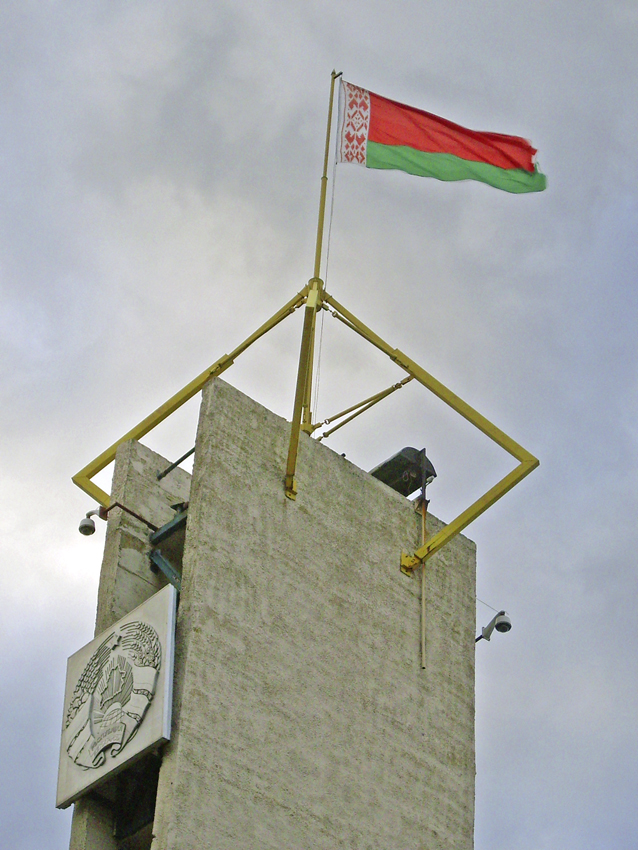
Flaga na strażnicy granicznej

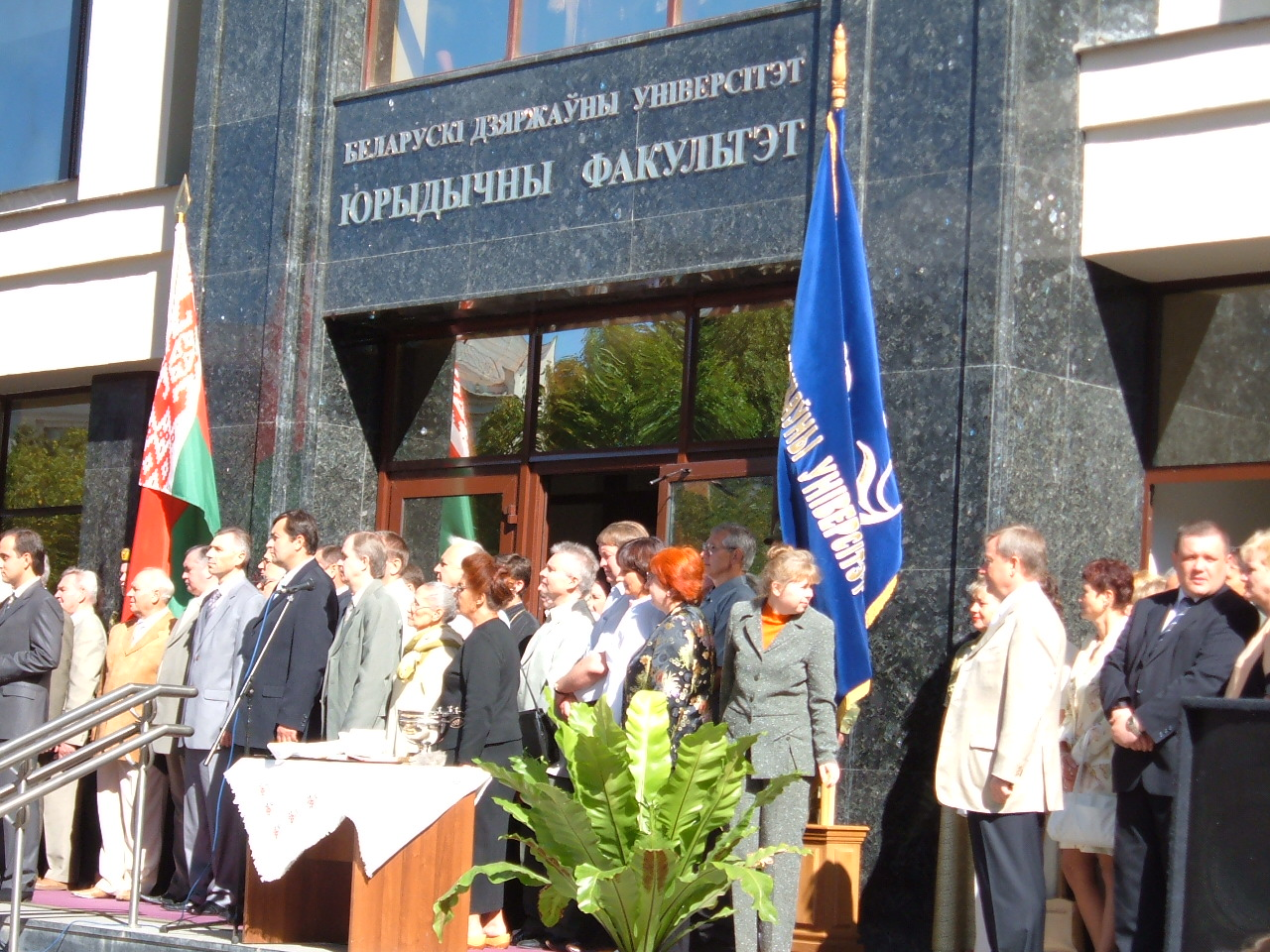
Otwarcie budynku fakultetu prawa Białoruskiego Państwowego Uniwersytetu

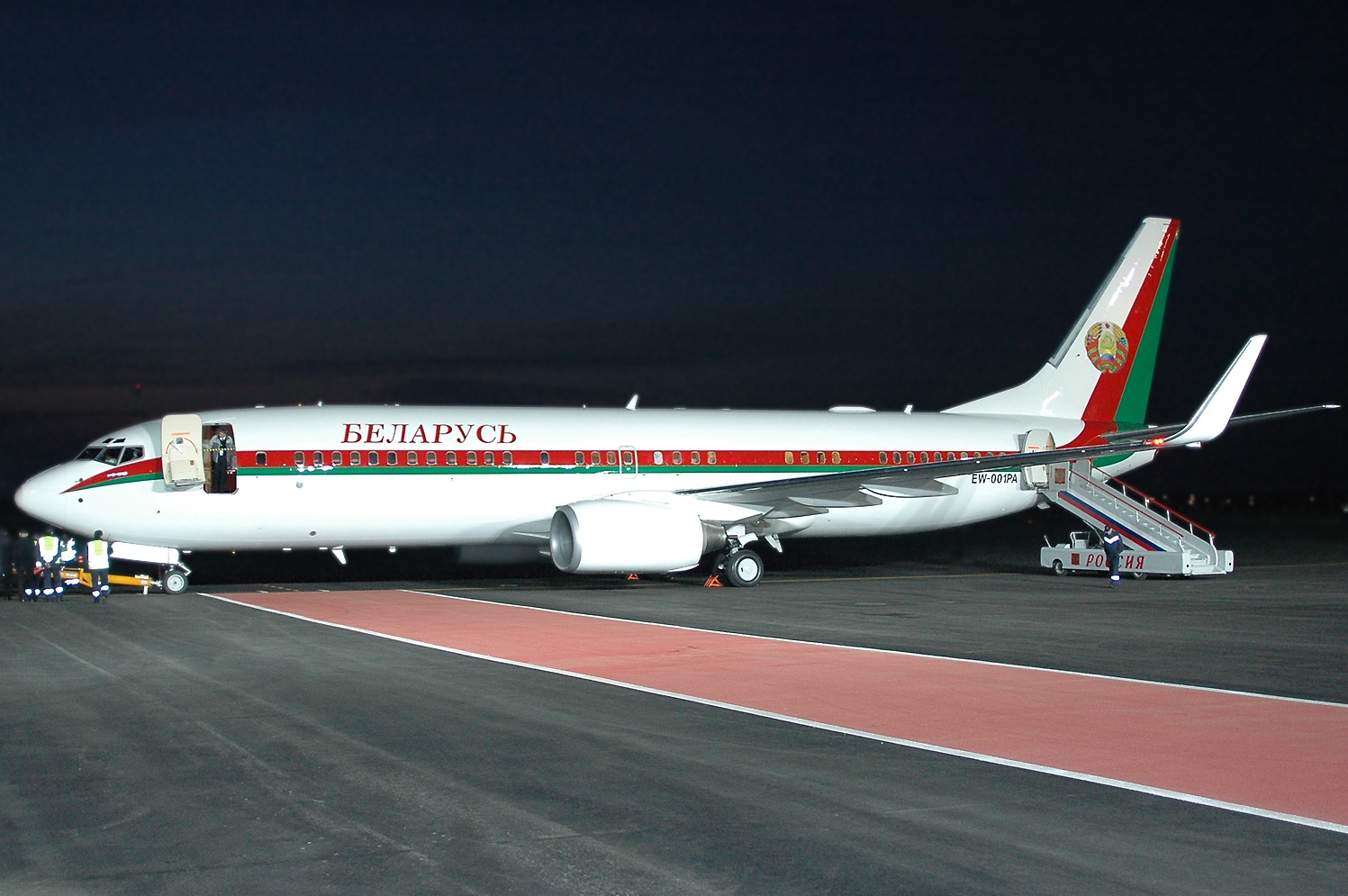
Wizerunek flagi na samolocie

Ustawa nie definiuje precyzyjnie barw flagi państwowej Białorusi, a jedynie określa je słownie. Zwyczajowo przyjęte odcienie czerwieni, zieleni i bieli przed wejściem w życie w 2008 roku standardu RTS 911-91 były definiowane na podstawie publikacji Armanda du Payrata Album des pavillons nationaux et des marques distinctives, w której autor zastosował skalę kolorów, opracowaną przez korporację Pantone.
| Odcienie barw flagi w skali Pantone | Odcienie barw flagi w skali Pantone | Odcienie barw flagi w skali Pantone |
| ----------------------------------- | ----------------------------------- | ----------------------------------- |
| Czerwień                            | Zieleń                              | Biel                                |
| 1795c                               | 370c                                | Safe                                |

W określonych przez ustawę okolicznościach na końcu flagsztoka umieszcza się głowicę w kształcie rombu z wizerunkiem pięciopromiennej gwiazdy, wykonanej z żółtego metalu i podobnej do gwiazdy z godła Białorusi. Taką głowicę mają obowiązek posiadać, na przykład, flagi w służbowych gabinetach prezydenta, członków rządu, naczelników podporządkowanych prezydentowi instytucji, naczelników republikańskich instytucji, podporządkowanych rządowi, przewodniczących miejscowych rad poselskich oraz naczelników miejscowych organów wykonawczych.
Wzorzec flagi państwowej Republiki Białorusi (wielokolorowy, dwukolorowy i jednokolorowy, płaski i trójwymiarowy) jest przechowywany w Narodowym Archiwum Republiki Białorusi. Wykonanie flagi, niezależnie od jej rozmiaru, powinno dokładnie zgadzać się z jej etalonem. Niezgodność ze wzorcem jest karalna. Ustawa zabrania umieszczenia na państwowej fladze Republiki Białorusi napisów i grafiki.
W 2012 roku dokonano nieznacznej korekty w wyglądzie flagi – zrezygnowano z białych obrzeży po bokach ornamentu tak, że dotyka on bezpośrednio krawędzi flagi po stronie drzewcowej i barwnego (czerwono-zielonego) pola po stronie wolnej. Długość pola z ornamentem w stosunku do długości flagi pozostała ta sama, tj. 1/9 długości flagi.
Używanie flagi
Ustawa z 5 lipca 2004 roku określa miejsca i warunki używania flagi państwowej Białorusi.
| Miejsca i warunki używania flagi Białorusi określone w Ustawie | Miejsca i warunki używania flagi Białorusi określone w Ustawie                                                                                      |
| Miejsce | Warunek |
| --- | --- |
| Rezydencja prezydenta (z wyjątkiem okoliczności, kiedy na budynku rezydencji wywiesza się duplikat flagi. Wyjątki te określa ustawodawstwo Republiki Białorusi); budynki władzy ustawodawczej, wykonawczej i sądowniczej i gabinety służbowe ich przedstawicieli; sale obrad władz państwowych; gabinety dowódców wojskowych; pomieszczenia państwowych organizacji naukowych i instytucji kształcących; miejsca rejestracji aktów stanu cywilnego, urodzeń i ślubu; biura notariuszy państwowych | Stale |
| Budynki, w których odbywają się narady rad poselskich i organów wykonawczych | Na czas narady |
| Ambasady, konsulaty, przedstawicielstwa Białorusi w organizacjach międzynarodowych, misje specjalne, środki transportu dygnitarzy powyższych urzędów | Zgodnie z prawem międzynarodowym i zwyczajami państw docelowych                                                                                     |
| Środki transportu głów państw i parlamentów, przebywających na terytorium Białorusi z oficjalną lub służbową wizytą | W przypadku towarzystwa dygnitarza Białorusi |
| Statki zarejestrowane na Białorusi | Na flagsztoku lub gaflu |
| Środki transportu, z których korzystają przewodniczący Izby Reprezentantów Zgromadzenia Narodowego, Rady Republiki, premier bądź pełniący ich obowiązki | W przypadku oficjalnej delegacji |
| Środki transportu przewodniczącego państwowej delegacji, posłów, konsuli, przedstawicieli Białorusi przy organizacjach międzynarodowych lub misji specjalnej | Za zgodą wymienionych osób. Na statkach flagę umieszcza się na przedniej rei                                                                        |
| Budynki, w których odbywa się głosowanie | W dzień wyborów i referendum |
| Budynki, w których odbywają się zjazdy republikańskie | W dzień zjazdów |
| Jednostki wojskowe | Zgodnie z ustawodawstwem |
| Areny sportowe | Podczas eliminacji, zawodów międzynarodowych z udziałem białoruskich drużyn oraz podczas nagradzania sportowców białoruskich w przypadku zwycięstwa |
| Uroczystości państwowe, obchody dni świątecznych, uroczystości organizowane przez organy państwowe i prywatne, święta narodowe, rodzinne, okolicznościowe i inne imprezy upamiętniające | Może być używana bez flagsztoku przez obywateli pod warunkiem okazania należytego szacunku                                                          |
| Pomieszczenia, zajmowane przez organizacje i obywateli Białorusi | W postaci proporczyka |

Reguły wywieszania flagi
Podczas jednoczesnego wywieszania flag Białorusi i innego państwa, flaga Białorusi powinna znajdować się po prawej stronie, jeśli stoi się twarzą do nich. Jeśli wywieszone są flagi trzech i więcej państw, to powinny być umieszczone w porządku alfabetycznym tych państw i mieć taki sam rozmiar. Podczas używania flag Białorusi i innego państwa na środkach transportu (z wyjątkiem statków), flagę Białorusi umieszcza się po lewej stronie pojazdu, flagę innego państwa – po prawej, przy czym muszą być umieszczone w jednej linii, prostopadłej do kierunku ruchu. Przy jednoczesnym wywieszeniu flagi państwowej Białorusi i sztandaru prezydenta, flagę umieszcza się z lewej strony, jeśli stoi się twarzą do nich.
Podczas jednoczesnego wywieszania flagi państwowej i flag jednostek administracyjno-terytorialnych, organów i organizacji państwowych, partii politycznych, związków zawodowych i zjednoczeń społecznych, flaga państwowa musi znajdować się po lewej stronie, jeśli stoi się twarzą do niej. Przy jednoczesnym wywieszeniu nieparzystej liczby flag, flagę państwową umieszcza się w centrum, w przypadku parzystej liczby (więcej niż dwie) – z lewej strony od centrum.
W okresie żałoby, ogłoszonej przez prezydenta Republiki Białorusi, flaga państwowa jest opuszczona na drzewcu do 1/3 jego długości. Na końcu flagsztoka mocuje się czarną wstęgę, równą długości płata flagi.
Używanie wizerunku flagi
Wizerunek flagi państwowej Białorusi jest umieszczany na statkach powietrznych, zarejestrowanych na Białorusi. Zgodnie z ustawodawstwem Republiki Białorusi, podobizna flagi może być wykorzystywana w charakterze podstawy lub elementu odznaczeń państwowych oraz znaków heraldycznych – emblem i orderów organów państwowych. Wizerunek flagi państwowej może służyć do dekoracji jako symbol państwa i narodu pod warunkiem, że nie zaistnieje brak szacunku do niego.
Flagi białoruskich jednostek administracyjno-terytorialnych, organów i organizacji państwowych, partii politycznych, związków zawodowych i zjednoczeń społecznych nie mogą być identyczne z flagą państwową, która może posłużyć jedynie za podstawę dla tych flag.
Wizerunek białoruskiej flagi państwowej został wykorzystany do zaprojektowania sztandaru prezydenta Republiki Białorusi.

#### Święto flagi państwowej
26 marca 1998 roku rozporządzeniem prezydenta Republiki Białorusi O państwowych świętach, dniach świątecznych i pamiętnych datach w Republice Białorusi został ustanowiony Dzień Godła Państwowego i Flagi Państwowej. Obchody święta przypadają na drugą niedzielę maja.

## Symbolika flagi

### Symbolika barw
Czerwony kolor flagi państwowej Republiki Białorusi symbolizuje sztandary rycerzy dowodzonych przez Witolda w bitwie pod Grunwaldem oraz kolor flag Armii Czerwonej i białoruskich jednostek partyzanckich w czasie II wojny światowej. Czerwony jest także kolorem więzów krwi, braterstwa, walki w słusznej sprawie, zwycięstwa i szczęśliwego życia.
Zielony kolor jest symbolem nadziei, wiosny i odrodzenia, lasu i pola, a także dobra, wzrastania, rozwoju, dostatku i pokoju. Biały kolor symbolizuje wolność oraz cnotę czystości i mądrości.

### Ornament

Ornament w latach 1995–2012

Ornament po 2012 roku

Za wzór do ornamentu posłużył haft na ruszniku Matriony Markiewicz, chłopki ze wsi Kościeliszcze powiatu sienneńskiego. Praca była wykonana w 1917 roku i nazwana Wschodzące słońce – Восходящее солнце. Na fladze ornament ma oznaczać przywiązanie do kultury ludowej, duchowe bogactwo i jedność narodu.
Według Siarhieja Rassadzina, członka Rady Heraldycznej przy Prezydencie Białorusi, motyw ornamentu na fladze pochodzi z czasów prehistorycznych. Głównym jego tematem są romby – starożytny symbol, który odzwierciedla sakralne postrzeganie świata przez przodków. W biało-czerwonym wzorze jest zaszyfrowane słońce nad czworobocznym zaoranym polem. Romb jest znakiem ziarna, łamane linie przy nim – sochy, a skrzyżowane w centrum linie – symbolem ognia, podstawy życia ludzkości. Ornament z wykorzystaniem rombów i krzyży już w epoce kamiennej był motywem ozdobnym na wyrobach z ceramiki. Podobna do wzoru na fladze tekstura, gdzie głównym elementem są romby, została znaleziona na Polesiu, wyrzeźbiona na ciosie mamuta. Taki sam ornament został odkryty podczas wykopalisk archeologicznych w siedlisku z czasów neolitycznych w miejscowości Dobry Bór nieopodal Baranowicz.

To jest szyfr białoruskiej mentalności, archetypu, to dusza rolniczego narodu – nie szabla, nie agresja, nie inne symbole gwałtu, a mianowicie zaorane pole, nad którym wschodzi słońce.

7 kwietnia 2004 roku zastępca ministra oświaty Białorusi T.N. Kowalewa podpisała Rekomendacje do stosowania państwowej symboliki w instytucjach kształcących. W dokumencie znajduje się interpretacja zalecana w procesie wychowania patriotycznego w szkołach i na uczelniach. Dwie skrzyżowane linie z czterema kropkami między nimi są znakiem obsianego pola. Romb z krzyżem umieszczonym wewnątrz jest także traktowany jako klucz do szczęścia, magiczny symbol pomyślności, jest również najstarszym znakiem solarnym. Podwójne romby u dołu i na górze ornamentu symbolizują ideę cykliczności życia, odnowienia niwy. Linie pomiędzy rombem centralnym a figurami po brzegach oznaczają wota – ofiarę i prośby do bogów. Cały wzór ornamentu przesiąknięty jest ideą dobra, nadziei, życzeniami udanych plonów i zbliżającego się rozkwitu. Czerwony ornament jest wykonany na białym polu. Takie połączenie jest właściwe dla tradycji białoruskiej sztuki ornamentalnej. Białe tło oznacza światło południowego słońca, czystość, niewinność, gościnność, zgodę, wolność.

## Poprzednie flagi Białorusi

### Białoruska flaga biało-czerwono-biała

Flaga biało-czerwono-biała

Białoruska opozycja demokratyczna i środowiska emigracyjne za narodową uznają flagę biało-czerwono-białą. Barwy te powtarzają kolory historycznego symbolu Wielkiego Księstwa Litewskiego – herbu Pogoń, na którym umieszczony jest biały jeździec na czerwonym polu. Flaga biało-czerwono-biała była używana przez Białoruską Republikę Ludową od 25 marca 1918 roku do 5 stycznia 1919 roku, kiedy do Mińska wkroczyła Armia Czerwona. W okresie okupacji w czasie II wojny światowej zależny od Hitlera rząd Radosława Ostrowskiego przywrócił flagę biało-czerwono-białą.
Pod koniec lat osiemdziesiątych XX wieku w poszczególnych republikach Związku Radzieckiego zaczęły się odradzać idee narodowościowe. Na Białorusi powstał Białoruski Front Ludowy, którego członkowie głosili idee odrodzenia języka białoruskiego i historii Białorusi. Na symbole została wybrana flaga biało-czerwono-biała i Pogoń, które miały przypominać o wywodzeniu się Białorusi z tradycji Wielkiego Księstwa Litewskiego.
Po ogłoszeniu niepodległości Białorusi w 1992 roku, władze zgodziły się na wprowadzenie białoruskiego jako języka państwowego, a do szkolnego programu nauczania historii włączono obowiązkowe pogadanki o legendarnym starolitewskim rycerzu, rannym w bitwie pod Grunwaldem, którego zakrwawiony bandaż dał początek fladze biało-czerwono-białej.
Po referendum 1995 roku oficjalna, biało-czerwono-biała, flaga utraciła swoje znaczenie w świetle prawa białoruskiego. Używanie jej stało się nielegalne. Mimo to jest jedyną flagą uznawaną przez przeciwników rządów Łukaszenki. Wprowadzenie nowych symboli państwowych wywołało aktywność opozycjonistów antyrządowych. W obwodzie witebskim rozpoczął działalność Miron, tajemniczy sprawca lub grupa sprawców, zajmujących się wywieszaniem w miejscach publicznych flagi biało-czerwono-białej. Miron nie został wykryty przez milicję.

### Flagi Białoruskiej SRR
Białoruś jako republika socjalistyczna w okresie 1919–1991 posiadała sześć flag:
| Flagi Białorusi w latach 1919–1990 | Flagi Białorusi w latach 1919–1990               | Flagi Białorusi w latach 1919–1990 | Flagi Białorusi w latach 1919–1990 |
| Grafika                            | Nazwa państwa                                    | Lata                               | Opis flagi |
| ---------------------------------- | ------------------------------------------------ | ---------------------------------- | --- |
|                                    | Socjalistyczna Radziecka Republika Białorusi     | 1919                               | Czerwony płat tkaniny z abrewiaturą ССРБ |
|                                    | Litewsko-Białoruska Socjalistyczna Republika Rad | 1919–1920                          | Czerwony płat tkaniny |
|                                    | Socjalistyczna Radziecka Republika Białorusi     | 1920–1927                          | Czerwony płat tkaniny z abrewiaturą ССРБ |
| 1937-1940                          | Białoruska Socjalistyczna Republika Radziecka    | 1927–1937                          | Czerwony płat tkaniny, w górnym lewym rogu – abrewiatura БССР w kolorze złotym                                                                            |
|                                    | Białoruska Socjalistyczna Republika Radziecka    | 1937–1951                          | Czerwony płat tkaniny, w górnym lewym rogu – złoty sierp i młot, czerwona pięciopromienna gwiazda w złotym obramowaniu, złote litery БССР.                |
|                                    | Białoruska Socjalistyczna Republika Radziecka    | 1951–1991                          | Czerwony płat tkaniny, u góry przy drzewcu – złoty sierp i młot oraz czerwona gwiazda, u dołu – poziomy zielony pas, przy drzewcu – pionowy pas ornamentu |